# رودخانه مولیانکا
رودخانه مولیانکا (به انگلیسی: Mulyanka River) رودخانهای است که در روسیه جریان دارد.